# Банош
Ба́нош або ба́нуш — в'язка кукурудзяна каша, зварена на вершках або сметані, заправлена шкварками, грибами та бринзою тощо. Страва української національної кухні, поширена в карпатському регіоні, зокрема, належить до гуцульської кухні.

## Етимологія
Слово бануш, банош, балмуш походить від рум. balmoș, balmuș, що своєю чергою, запозичене через болг. балмуш з тур. bulamaç («борошняна каша для дітей»), утвореного від bulmak («перемішувати»).

## Рекорди
Національний рекорд України з приготування баноша встановлено 11 січня 2020 року в Івано-Франківську. В спеціально виготовленому казані за орудою п'ятьох шеф-кухарів зварили 1420 літрів страви.

## Рецепти
Існує безліч варіацій приготування баноша. Поширеним є приготування на 3 склянках сметани та її кип'ятінням. Тоді поступово висипають 1 склянку кукурудзяного борошна без перемішування. В такому стані залишають варити на 15 хвилин. Потім отриману масу ділять на дві частини і варять кожну окремо 5 хвилин до стану формування масла. Оригінальний рецепт баноша є від кухаря Євгена Клопотенка.
Виготовляли банош у гірських районах та передгір'ях Карпат головним чином на свята для гостей. Їли з бринзою, сиром.
Традиційно у давнину банош готували чоловіки, бо в рецепті використовувалася овеча бринза, а все що пов’язано з вівцями тоді належало чоловікам. Ще одна особливість — посуд для баноша. Вважається, що справжній банош можна приготувати тільки у чавунному казані на відкритому вогні, а помішувати кашу можна тільки дерев’яною ложкою.
В Карпатах також поширена страва яку називають кулеша або токан, головною відмінністю від баноша є те що її готують на окропі. Дещо іншу консистенцію має мамалиґа.